# Campeonato Mundial de Baloncesto Sub-19 de 2007
El Campeonato Mundial de Baloncesto Sub-19 de 2007 tuvo lugar en Novi Sad, Serbia del 12 de julio al 22 de julio de 2007. El país anfitrión ganó el torneo tras vencer a la de Estados Unidos 74- 69 en la final. Milan Mačvan fue nombrado MVP del torneo.

## Sede
| Sede              |
| ----------------- |
| Novi Sad, Serbia  |
| SPC Vojvodina     |
| Capacidad: 11,000 |
|                   |

## Posición final
| Ranking           | Equipo         | Record |
| ----------------- | -------------- | ------ |
| Medalla de oro    | Serbia         | 8-1    |
| Medalla de plata  | Estados Unidos | 8-1    |
| Medalla de bronce | Francia        | 6-3    |
| 4                 | Brasil         | 4-5    |
| 5                 | Australia      | 8-1    |
| 6                 | China          | 4-5    |
| 7                 | Turquía        | 4-5    |
| 8                 | España         | 4-5    |
| 9                 | Lituania       | 4-4    |
| 10                | Canadá         | 4-4    |
| 11                | Corea del Sur  | 3-5    |
| 12                | Argentina      | 1-7    |
| 13                | Nigeria        | 2-3    |
| 14                | Líbano         | 1-4    |
| 15                | Malí           | 1-4    |
| 16                | Puerto Rico    | 0-5    |

## Medallistas
4 Mladen Jeremić, 5 Petar Despotović, 6 Dušan Katnić, 7 Stefan Marković, 8 Marko Kešelj, 9 Aleksandar Radulović, 10 Stefan Stojačić, 11 Marko Čakarević, 12 Milan Mačvan, 13 Miroslav Raduljica, 14 Boban Marjanović, 15 Slaven Čupković (Entrenador: Miroslav Nikolić)
  4 Tajuan Porter, 5 Stephen Curry, 6 Jonny Flynn, 7 Patrick Beverley, 8 Matt Bouldin, 9 David Lighty, 10 Donté Greene, 11 Raymar Morgan, 12 Deon Thompson, 13 Damian Hollis, 14 Michael Beasley, 15 DeAndre Jordan (Entrenador: Jerry Wainwright)
  4 Jessie Bégarin, 5 Nicolas Batum, 6 Antoine Diot, 7 Abdoulaye M'Baye, 8 Olivier Romain, 9 Alexis Ajinça, 10 Benoît Mangin, 11 Edwin Jackson, 12 Rudy Etilopy, 13 Kim Tillie, 14 Ludovic Vaty, 15 Adrien Moerman (Entrenador: Richard Billant)